# Liceo musicale e coreutico
Il liceo musicale e coreutico è una delle scuole secondarie di secondo grado a cui si può accedere in Italia.
È una delle scuole secondarie di secondo grado avviate dalla riforma Gelmini, entrata a pieno regime nell'anno scolastico 2014/2015. Il liceo nasce dalle basi delle sperimentazioni dei licei paritari musicali e coreutici, istituite dalla riforma Moratti. Il liceo musicale in passato veniva spesso associato ai conservatori su piano regionale; oggi tale caratteristica è però prerogativa di due soli casi nazionali, ossia i licei di Milano e Trento.
Il liceo presenta due indirizzi, uno musicale e uno coreutico. Sul territorio nazionale inizialmente erano presenti 40 sezioni musicali e 10 coreutiche, istituiti con l'aiuto di conservatori e accademie di danza locali. È a numero chiuso e si accede solo dopo aver superato un esame di ammissione. Per il liceo musicale è previsto lo studio di due strumenti. Lo strumento principale è a scelta dello studente, mentre il secondo viene proposto dal candidato e scelto dalla commissione che fa l'esame allo studente. Quest'ultimo viene solitamente scelto in base al primo strumento: ad esempio, se il candidato ha scelto uno strumento polifonico come il pianoforte, gli verrà assegnato uno strumento monodico, come il violino. Per quanto riguarda la danza, gli stili più praticati sono quello classico e quello contemporaneo.
In Italia sono stati enumerati 100 licei musicali attivi nell’anno scolastico 2014-2015. Tutti i licei musicali e coreutici italiani sono raccolti in una Rete Nazionale coordinata da una cabina di regia che fa riferimento al Ministero dell'Istruzione.

## Ordinamento attuale
La materie caratterizzanti sono rispettivamente la musica, la teoria e storia della musica, lo studio di uno o più strumenti musicali e le esercitazioni orchestrali o corali, mentre per la sezione coreutica si studierà la danza, la storia e i diversi generi della danza, nonché esercitazioni coreutiche. Il piano di studi del liceo musicale e coreutico è il seguente:

### Sezione musicale
| Discipline                                 | 1º biennio | 1º biennio | 2º biennio | 2º biennio | V  |
| Discipline                                 | I          | II         | III        | IV         | V  |
| ------------------------------------------ | ---------- | ---------- | ---------- | ---------- | -- |
| Lingua e letteratura italiana              | 4          | 4          | 4          | 4          | 4  |
| Lingua e cultura straniera                 | 3          | 3          | 3          | 3          | 3  |
| Storia e geografia                         | 3          | 3          | -          | -          | -  |
| Storia                                     | -          | -          | 2          | 2          | 2  |
| Filosofia                                  | -          | -          | 2          | 2          | 2  |
| Matematica                                 | 3          | 3          | 2          | 2          | 2  |
| Fisica                                     | -          | -          | 2          | 2          | 2  |
| Scienze naturali                           | 2          | 2          | -          | -          | -  |
| Storia dell'arte                           | 2          | 2          | 2          | 2          | 2  |
| Scienze motorie e sportive                 | 2          | 2          | 2          | 2          | 2  |
| Esecuzione e interpretazione               | 3          | 3          | 2          | 2          | 2  |
| Teoria, analisi e composizione             | 3          | 3          | 3          | 3          | 3  |
| Storia della musica                        | 2          | 2          | 2          | 2          | 2  |
| Laboratorio di musica d'insieme            | 2          | 2          | 3          | 3          | 3  |
| Tecnologie musicali                        | 2          | 2          | 2          | 2          | 2  |
| Religione cattolica o attività alternative | 1          | 1          | 1          | 1          | 1  |
| Totale delle ore settimanali               | 32         | 32         | 32         | 32         | 32 |

### Sezione coreutica
| Discipline                                 | 1º biennio | 1º biennio | 2º biennio | 2º biennio | V  |
| Discipline                                 | I          | II         | III        | IV         | V  |
| ------------------------------------------ | ---------- | ---------- | ---------- | ---------- | -- |
| Lingua e letteratura italiana              | 4          | 4          | 4          | 4          | 4  |
| Lingua e cultura straniera                 | 3          | 3          | 3          | 3          | 3  |
| Storia e geografia                         | 3          | 3          | -          | -          | -  |
| Storia                                     | -          | -          | 2          | 2          | 2  |
| Filosofia                                  | -          | -          | 2          | 2          | 2  |
| Matematica                                 | 3          | 3          | 2          | 2          | 2  |
| Fisica                                     | -          | -          | 2          | 2          | 2  |
| Scienze naturali                           | 2          | 2          | -          | -          | -  |
| Storia dell'arte                           | 2          | 2          | 2          | 2          | 2  |
| Storia della danza                         | -          | -          | 2          | 2          | 2  |
| Storia della musica                        | -          | -          | 1          | 1          | 1  |
| Tecniche della danza                       | 8          | 8          | 8          | 8          | 8  |
| Laboratorio coreutico                      | 4          | 4          | -          | -          | -  |
| Laboratorio coreografico                   | -          | -          | 3          | 3          | 3  |
| Teoria e pratica musicale per la danza     | 2          | 2          | -          | -          | -  |
| Religione cattolica o attività alternative | 1          | 1          | 1          | 1          | 1  |
| Totale delle ore settimanali               | 32         | 32         | 32         | 32         | 32 |

1. 1 2  Con Informatica al primo biennio.
2. 1 2  Biologia, Chimica, Scienze della Terra.
3. 1 2 3 4  Insegnamenti disciplinati secondo quanto previsto dall'articolo 13 comma 8.

È previsto l'insegnamento, in lingua straniera, di una disciplina non linguistica (CLIL) compresa nell'area delle attività e degli insegnamenti obbligatori per tutti gli studenti o nell'area degli insegnamenti attivabili dalle istituzioni scolastiche nei limiti del contingente di organico ad esse annualmente assegnato.

## Storia e ordinamenti previgenti

### Origini
Le origini degli odierni istituti superiori di studi musicali italiani sono riconducibili all'istituzione di numerose accademie, scuole, istituti civici, licei musicali via via sorti almeno dalla fine del '700.
Il 3 dicembre 1804, a Bologna, sotto lo Stato preunitario della Repubblica Italiana (1802-1805), veniva istituito il Liceo Filarmonico: fu una delle prime scuole pubbliche della penisola con una gestione comunale, tranne l'inizio delle attività affidate all'Accademia Filarmonica bolognese. Le lezioni si svolgevano per tre giorni alla settimana, dalle 9 alle 13, somministrando sei insegnamenti: composizione, pianoforte, canto, violino e viola, violoncello e contrabbasso, oboe e corno inglese. Il primo direttore fu padre Stanislao Mattei; tra gli allievi, si annoverano i nomi di Gioachino Rossini (poi direttore del liceo), Gaetano Donizetti e Francesco Morlacchi.
A Genova, il Civico Liceo Musicale pareggiato "Niccolò Paganini", divenuto conservatorio negli anni '30 del XX secolo, risaliva all'antico "Civico Istituto Musicale" del 1829.
Per l'interessamento di Giovanni Pacini nel 1835 nacque a Viareggio un liceo musicale "Carlo Lodovico" che, trasferito a Lucca (1842), fu posto sotto la sua direzione. Sempre nel Granducato di Toscana, il critico musicale Abramo Basevi fu «consigliere censore» fin dalla fondazione (1858) del Liceo musicale di Firenze, al quale lasciò poi la sua biblioteca. Il fiorentino Reginaldo Grazzini, direttore artistico del Liceo musicale Benedetto Marcello di Venezia, attuò la prima esecuzione di opere sinfoniche beethoveniane a Venezia, nel 1887, eseguendo la Quinta Sinfonia, in occasione dell'Esposizione Artistica Nazionale.
L'11 giugno 1866 venne istituito il Liceo Musicale di Torino e approvato il suo statuto, con lo scopo specifico di contribuire al reclutamento dei cori e dell'orchestra per il Teatro Regio della città. Fu pareggiato nel 1925. Tra gli alunni si ricorda Francesco Tamagno.
Il Liceo musicale "G. Frescobaldi" di Ferrara, nato intorno al 1869, fu sostenuto da una solerte promozione e organizzazione di eventi concertistici con la Società del Quartetto (1898).
Risale al 13 marzo 1877 la data di fondazione del Liceo Musicale di Santa Cecilia, a Roma, per merito di Giovanni Sgambati; mentre del 1882 è il liceo musicale "G. Rossini" di Pesaro – divenuto dal 1940 Conservatorio Gioachino Rossini –, realizzato per volontà testamentaria dell'omonimo compositore.
Nel 1839, ad opera della "Deputazione del Teatro Comunicativo" (in seguito Teatro Municipale), venne fondata la Scuola di Musica di Piacenza, poi resasi autonoma con il nome di Scuola Municipale di Musica. Nel 1933 la Scuola fu trasformata nel Liceo musicale "Giuseppe Nicolini" e pareggiata ai conservatòri.. Il Liceo fu quindi reso statale e trasformato a tutti gli effetti in conservatorio nel 1977.
Più a nord, è inaugurato il 1º ottobre 1903 il primo liceo musicale-conservatorio di Trieste, fondato da Roberto Catolla, successivamente confluito nel liceo musicale "Giuseppe Tartini", sorto nel medesimo anno, anche se è il 1887 l'anno di nascita di una prima scuola dedicata alle sette note.
In Sicilia, nel 1911, a Gela (Terranova di Sicilia dal 1550 al 1927), Giacomo Navarra Bresmes (1888-1961), di ritorno nel suo paese natio, fondò a proprie spese una scuola normale di musica, che divenne poi liceo musicale.
Nel 1918 Sigismondo Cesi e Ernesto Marciano, direttori e fondatori del Liceo musicale di Napoli, pubblicano un prontuario di musica.

### Sperimentazioni musicali
A partire dagli anni settanta in tutto il territorio italiano nascono diverse sperimentazioni di licei musicali e di danza. Alcune di queste coinvolgevano direttamente i conservatori (come nel caso di Parma, Milano, Trento), previa autorizzazione del MIUR. Col tempo, oltre a questi casi di licei musicali nati e operativi all'interno dei conservatori, la gran parte delle sperimentazioni ha previsto l'introduzione di alcune discipline musicali all'interno del piano orario di altri indirizzi liceali. Mantenuta la sperimentalità fino all'anno 2009, i licei musicali sono stati definitivamente istituzionalizzati come licei ad ordinamento (quindi non più sperimentali) dalla Riforma Gelmini.
I più antichi licei musicali, tuttora esistenti, sono quelli di Parma (dal 1970) e quello interno al Conservatorio di Milano (dal 1971), ancor'oggi operativi e di recente confermati nel loro assetto originale dal Ministero.

## Strumenti musicali
Ogni studente del liceo musicale deve suonare due strumenti, uno polifonico e l'altro monofonico.
Strumenti polifonici:
Pianoforte,
Chitarra,
Percussioni,
Arpa,
Fisarmonica.
Strumenti monofonici:
Canto,
Violino,
Viola,
Violoncello,
Contrabbasso,
Sassofono,
Clarinetto,
Tromba,
Trombone a tiro,
Corno francese,
Flauto traverso,
Flauto Dolce, Oboe,
Fagotto.

## Iscrizioni
Nell'anno scolastico 2024/2025 gli iscritti sono stati il 0,14% nella sezione coreutica con un aumento dello 0,04% rispetto all'anno scolastico 2023/2024 e lo 0,80% nella sezione musicale con un dato stabile rispetto all'anno scolastico precedente.